# 실데나필
시트르산 실데나필은 미국 화이자가 개발한 비뇨 생식기 의약품이다. 비아그라(Viagra)나 레바티오(Revatio) 등의 상품명으로 팔리고 있는 PDE5 억제제 계열 약제로, '비아그라(Viagra)'의 어원은 "비가르"(Vigar, 정력)라는 라틴어 단어와 "나이아가라"(Niagara, 나이아가라 폭포)의 합성어로서, 대한민국에선 의약 분업 제도가 시행되기 이전인, 1999년 하반기에 수입 의약품으로 허가된 바 있다.

## 작용 기전 및 부작용
사람의 음경은 스펀지와 비슷한 해면조직으로 되어 있으며 그 속에 동맥과 정맥이 발기에 작용한다. 동맥을 확대시키고 정맥을 수축시키면 음경 속에 피가 많아져 발기하게 되고, 반대로 정맥이 확대되면 피가 빠져나가며 수그러지게 된다. 사람의 경우 정맥과 동맥을 조절하는 GMP와 PDE-5라는 효소가 있는데, 비아그라는 이들의 분비량을 적절히 조절하여 발기를 유발시키는 비뇨생식기 용제이다.
처음에는 이 약을 협심증 치료제로 사용하려고 임상실험을 했으나, 그 임상실험에서 남성의 음경이 발기되도록 하는 데 탁월한 효과가 있는 것을 확인해 발기부전 치료제로 만들어졌다.
국내 임상 실험에서, 성기능 장애 환자 133명을 대상으로 비아그라를 투여한 결과, 임상 실험 대상자의 32%는 안면이 붉어지는 부작용, 26%는 두통, 6%는 사물이 흐릿하거나 모두 푸르게 보이는 부작용을 호소한 반면, 미국 식품 의약국(이하 FDA)의 임상시험 결과, 부작용 비율은 홍조와 두통은 각각 18%, 색각 이상은 2%에 그쳤던 것과 비교했을 때, 상당히 높은 수준이다.
남자의 발기는 음경해면체의 평활근을 이완시켜 혈류의 유입을 가능하게 하는 cGMP의 분비로 인해 이뤄지는 현상이며, 성적 자극이 사라지면 PDE-5 효소가 몸에서 분비돼 cGMP를 분해한다. 비아그라는 여기서 PDE-5의 분비를 억제하는 역할을 한다. 따라서 일단 성적 흥분으로 인해 발기가 되지 않으면 비아그라를 먹어도 전혀 효과를 장담할 수 없으므로, 심혈관계 질환자에겐 치명적인 돌연사의 위험성이 높기 때문에, 비뇨의학과 전문의의 처방 없이 절대로 투여를 해서는 안된다.

## 처방 및 구매 조건
타달라필 성분의 '시알리스'와 똑같이, 현행법상 '오남용 우려 의약품'으로 엄연히 분류되어, 판매 허용량은 1인당 하루 2알 한 달에 8알로 제한된다. 병의원 처방 조제 약국에서 구매할 경우, 심혈관계 등 기저 질환이 없다는 의사의 진단서 원본과 원외 처방전을 반드시 제출해야 되고, 청소년 보호법상, 만 19세 미만의 미성년자에겐 판매가 법적으로 금지된다.

## 제네릭 의약품
특허가 만료되어 제네릭 의약품인 '팔팔(한미약품)'을 비롯한, '누리그라(대웅제약)' 등으로 출시되어 있다.

## 특허 분쟁
화이자는 비아그라의 물질 특허와 용도 특허를 가지고 있었다. 비아그라의 물질특허는 2012년에 만료되었고, 동일 성분 제네릭 '팔팔' 제조사인 한미약품은 화이자가 물질 특허기간이 만료된 이후에, 용도 특허로 보호를 받는 것이 부당하다고 주장했다. 대한민국 대법원은 비아그라의 용도 특허가 무효라고 확정판결했다.

## 같이 보기
- 타달라필 (시알리스 - 일라이 릴리 앤드 컴퍼니)
- 유데나필 (자이데나 - 동아제약)

## 참고 문헌
- 한미약품(비아그라 제네릭 '팔팔' 제조사)